# Ялова
Ялова (на турски: Yalova) е град и административен център на вилает Ялова в Северозападна Турция на източния бряг на Мраморно море. Населението му е 133 109 (2022 г.).  Пощенският му код е 77 000, а телефонният (+90) 226. До голяма степен модерен град, той е най-известен със спа курорта в близкия град Термал, популярно лятно убежище за жителите на Истанбул.  Мустафа Кемал Ататюрк е живял известно време в града.
Редовни фериботи свързват Ялова с Истанбул през Мраморно море.

## Име
Предполага се, че името Ялова е съкращение на Ялъова . Yalı означава „къща на брега“, а ova означава „равнина“ на турски.

## Климат
Ялова има средиземноморски климат, с хладни, влажни зими и горещи, относително сухи лета.
Най-висока регистрирана температура: 42,1 °C (107,8 °F) на 27 юни 2007 г.
Най-ниска регистрирана температура: −11,0 °C (12,2 °F) на 22 февруари 1985 г. 

## Спорт
„Яловаспор БК“ е баскетболен клуб, който представлява Ялова в турската Суперлига.
Местният футболен отбор е „Яловаспор“ , който играе в Турската регионална аматьорска лига.

## Побратимени градове
Ялова е побратимена с:
- Батуми, Грузия
- Белгород Днестровски, Украйна
- Будва, Черна гора
- Кирения, Кипър
- Комотини, Гърция
- Левконико, Кипър
- Махачкала, Русия
- Меджидия, Румъния
- Нови пазар, Сърбия
- Охрид, Северна Македония
- Пандзин, Китай
- Печ, Косово
- Ротенбург ам Некар, Германия
- Смолян, България
- Сувон, Южна Корея
- Тонами, Япония
- Травник, Босна и Херцеговина
- Трогир, Хърватия
- Хасавюрт, Русия